# Dangsing (Nuwakot)
Pour les articles homonymes, voir Dangsing.
Dangsing (en népalais : दान्सिङ) est un comité de développement villageois du Népal situé dans le district de Nuwakot. Au recensement de 2011, il comptait 2 736 habitants.